# Колодное пчеловодство

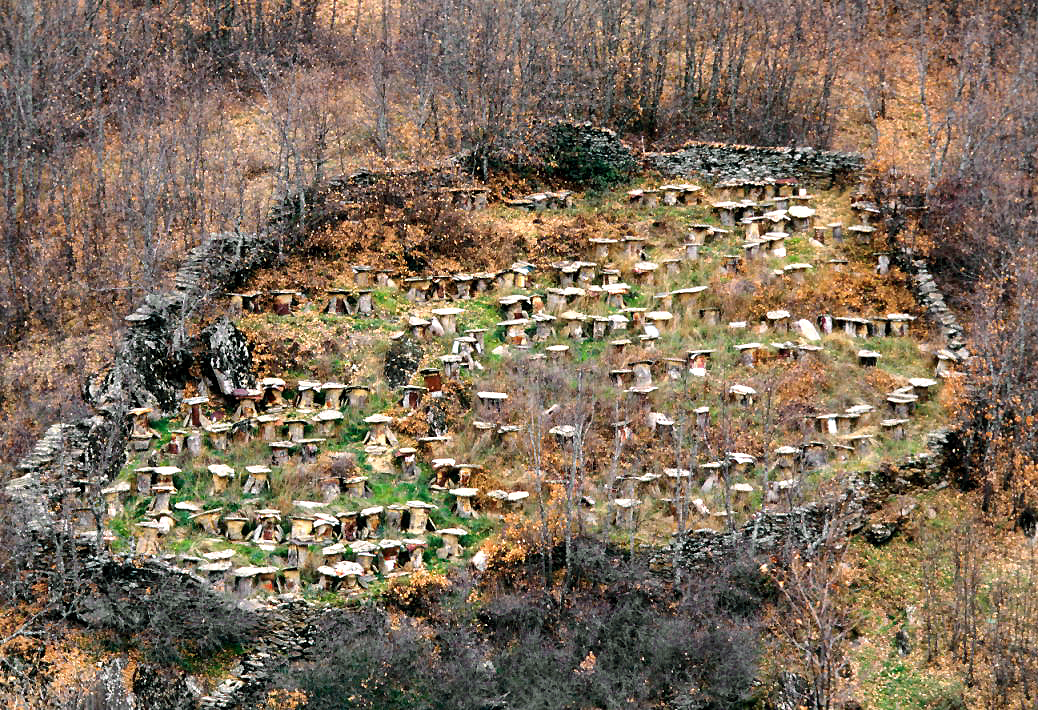
Колодная пасека в Испании. 1994 год

Колодное пчеловодство — пчеловодческая система с размещением пчелиных семей в деревянных колодах.

## Принципы
Колодное пчеловодство основывалось на использовании колод. Колода — это цилиндрический отрезок ствола дерева с полым вырезом, закрытый сверху и снизу крышками и имеющий проход для пчёл.
Одним из главных преимуществ содержания пчёл в колодах является то, что сама колода напоминает пчёлам природные условия, в которых когда-то они сами себе были хозяевами.
В зависимости от условий сбора мёда в конкретной местности, колода может иметь четыре или пять ярусов. На колоду ставили ящик с зачатками сот.
Во время главного медосбора пчёлы застраивали колоду сотами и заносили мёдом.
Колоды делали полуразборными и разборными, составными. Их распиливали на части и надставляли их по мере увеличения семей. Из верхних надставок брали мёд не умертвляя пчёл, в нижних размещалось расплодное гнездо. При обильном медосборе колоды увеличивали дополнительными надставками. Это позволяло получать больше мёда.
Позже в улье отпилили головную часть, при этом появилась возможность брать мёд сверху.

## История
На Руси колодные пасеки, вероятно, существовали ещё до монгольского нашествия, однако широкого распространения не получили. В письменных источниках они упоминаются со второй половины XIV века. Массовая замена бортевого пчеловодства колодным, связанная с вырубкой лесов, случилась в XVII веке. Чтобы спасти пчёл от истребления, пчеловоды стали размещать борти вблизи своего жилища.
Колодные пасеки существовали в Башкортостане вплоть до 60-х годов XX века.